# 穂波町 (名古屋市)
穂波町（ほなみちょう）は、愛知県名古屋市千種区の地名。現行行政地名は穂波町1丁目から穂波町3丁目。住居表示未実施。

## 地理
名古屋市千種区南部に位置する。東は松竹町、西は田代本通、南は西崎町、北は末盛通に接する。

## 歴史

### 地名の由来
当地が稲作に適した低地であったことに由来するという。

### 沿革
- 1945年（昭和20年）9月20日 - 千種区田代町の一部により、同区穂波町として成立[1]。

## 世帯数と人口
2019年（平成31年）1月1日現在の世帯数と人口は以下の通りである。
| 町丁   | 世帯数  | 人口    |
| ------ | ------- | ------- |
| 穂波町 | 545世帯 | 1,131人 |

### 人口の変遷
国勢調査による人口の推移
| 1950年（昭和25年） | 645人   | [ 9 ]  |  |
| 1955年（昭和30年） | 894人   | [ 9 ]  |  |
| 1960年（昭和35年） | 1,077人 | [ 10 ] |  |
| 1965年（昭和40年） | 1,186人 | [ 10 ] |  |
| 1970年（昭和45年） | 1,160人 | [ 11 ] |  |
| 1975年（昭和50年） | 1,338人 | [ 11 ] |  |
| 1980年（昭和55年） | 1,234人 | [ 12 ] |  |
| 1985年（昭和60年） | 1,133人 | [ 12 ] |  |
| 1990年（平成2年）  | 741人   | [ 13 ] |  |
| 1995年（平成7年）  | 1,057人 | [ 14 ] |  |
| 2000年（平成12年） | 1,058人 | [ 15 ] |  |
| 2005年（平成17年） | 1,157人 | [ 16 ] |  |
| 2010年（平成22年） | 1,137人 | [ 17 ] |  |

## 学区
市立小・中学校に通う場合、学校等は以下の通りとなる。また、公立高等学校に通う場合の学区は以下の通りとなる。
| 番・番地等 | 小学校               | 中学校               | 高等学校 |
| ---------- | -------------------- | -------------------- | -------- |
| 全域       | 名古屋市立田代小学校 | 名古屋市立城山中学校 | 尾張学区 |

## その他

### 日本郵便
- 郵便番号 : 464-0822[4]（集配局：千種郵便局[20]）。